# Josh Harrellson
Josh Douglas Harrellson (ur. 12 lutego 1989 w St. Charles) – amerykański koszykarz, występujący na pozycjach skrzydłowego oraz środkowego, obecnie zawodnik Osaka Evessa.
W 2012 reprezentował Houston Rockets, podczas letniej ligi NBA, natomiast w 2015 – Phoenix Suns. W 2015 zaliczył też obóz przedsezonowy z Washington Wizards.

## Osiągnięcia
Stan na 25 października 2019, na podstawie, o ile nie zaznaczono inaczej.
NCAA
- Uczestnik:
  - NCAA Final Four (2011)
  - Elite Eight NCAA (2010, 2011)
- Mistrz:
  - turnieju konferencji Southeastern (SEC – 2010, 2011)
  - sezonu regularnego SEC (2010)
- Zaliczony do I składu turnieju SEC (2011)
- Lider SEC w:
  - liczbie zbiórek w ataku (140 – 2011)
  - skuteczności rzutów za 2 punkty (63,1% – 2011)

Drużynowe
- Wicemistrz Łotwy (2016)
- Uczestnik rozgrywek ligi VTB (2015/2016)

Indywidualne
- MVP chińskiej ligi NBL (2013)
- Zaliczony do składu honorable mention ligi japońskiej (2019)*[3]
- Uczestnik konkursu rzutów za 3 punkty, podczas meczu gwiazd ligi japońskiej (2017)[4]
- Lider w:
  - zbiórkach:
    - chińskiej ligi NBL (2013)
    - ligi japońskiej (2019)

  - blokach ligi japońskiej (2017)[4]